# Ashley Hugill
Ashley Hugill, né le 28 septembre 1994 à York, est un joueur professionnel de snooker anglais.

## Carrière
Hugill fait partie du circuit professionnel une première fois de 2017 à 2019, puis une seconde fois de 2020 à 2024. En décembre 2017, à l'Open d'Écosse, il atteint les huitièmes de finales en battant au passage le 12e mondial Ali Carter (4-3).  
Pendant la saison 2019-2020, il remporte deux tournois du circuit du challenge, à Bruges et à Llanelli, et perd une finale, à Budapest. Lors du 3e tournoi, disputé à Leeds, il réalise le premier 147 de sa carrière professionnelle. C'est également en 2020 qu'il remporte l'Open de la World Snooker Federation face au très jeune ukrainien de 14 ans Iulian Boiko, ce qui lui permet d'intégrer une nouvelle fois le circuit professionnel. 
En avril 2022, Hugill se qualifie pour la première fois de sa carrière pour le championnat du monde, après des victoires contre Martin Gould, no 20 mondial (6-5), alors qu'il était mené 4-1 et contre Joe O'Connor (10-7). Cela lui permet de rester professionnel pour les deux saisons suivantes. Pour le dernier tournoi de l'année 2022, l'Open d'Angleterre, Hugill dispute son premier quart de finale d'un tournoi classé. Il y remporte une nouvelle victoire contre Martin Gould, en huitièmes de finale. Néanmoins, il est relégué dans les rangs amateur à l'issue de ces deux saisons.  

## Palmarès
| Légende | Catégorie                      | Titres                         | Finales                        |
|         | Circuit du challenge amateur   | 2                              | 1                              |
|         | Autres tournois amateurs       | 1                              | 0                              |
| Gras    | Tournois de la triple couronne | Tournois de la triple couronne | Tournois de la triple couronne |

### Titres
| Saison    | Nom du tournoi                      | Lieu     | Finaliste          | Score | Tableau |
| 2019-2020 | Circuit du challenge (épreuve 4)    | Bruges   | Aaron Hill (en)    | 3-1   |         |
| 2020      | Open de la World Snooker Federation |          | Iulian Boiko (en)  | 5-3   |         |
| 2019-2020 | Circuit du challenge (épreuve 9)    | Llanelli | Sydney Wilson (en) | 3-1   |         |

### Finales perdues
| Saison    | Nom du tournoi                   | Lieu     | Finaliste         | Score | Tableau |
| 2019-2020 | Circuit du challenge (épreuve 6) | Budapest | Oliver Brown (en) | 1-3   |         |